# Zarządcy Lwowa
Lista zarządców Lwowa w charakterze formalnym burmistrza, prezydenta bądź mera miasta.
W pierwszym okresie (do 1772) miasto leżało na terenie Korony w ramach Rzeczypospolitej, w latach 1772-1918 w Królestwie Galicji i Lodomerii (zabór austriacki), w tym jako kraj koronny Austro-Węgier (autonomia galicyjska) 1866-1918, od 1918 do 1945 w II Rzeczypospolitej (w latach 1939-45 pod okupacjami: ZSRR, III Rzeszy i ponownie ZSRR), po II wojnie światowej w Ukraińskiej SRR w ramach ZSRR (1945-1991), a od 1991 na Ukrainie.

## Rzeczpospolita Obojga Narodów
- Peter Stecher
- Janusz Tłumacz
- Mateusz Mikułka
- Paweł Kampian
- Stanisław Gąsiorek
- Stanisław Scholz
- Bartłomiej Uberowicz
- Marcin Kampian
- Erazm Sykst
- Jan Alnpeck
- Józef Bartłomiej Zimorowic
- Marcin Anczewski
- Dominik Wilczek
- Józef Jaśkiewicz
- Jakub Bernatowicz

## Monarchia Habsburgów–Zabór austriacki
Burmistrzowie
- Marcin Mercenier
- Franciszek Longchamps de Bérier
- Franciszek Antoni Lorenz (1787-1816)
- Jan Hoffman (1817-1825)
- Jan Homme (1825-1841)
- Emil Gerard Festenburg (1842-1848)
- Michał Gnoiński 1848
- Karol Höpflingen-Bergendorf (1848-1858)
- Franciszek Kröbl (1859-1869)
- Julian Szemelowski (1869-1871)

Prezydenci Lwowa
- Florian Ziemiałkowski (1871–1873)
- Aleksander Jasiński (1873–1880)
- Michał Gnoiński (1880–1883)
- Wacław Dąbrowski (1883–1887)
- Edmund Mochnacki (1887–1896)
- Godzimir Małachowski (1896–1905)
- Michał Michalski (1905–1907)
- Stanisław Ciuchciński (1907–1911)
- Józef Neumann (1911–1914)
- Tadeusz Rutowski (1914–1915)
- Tadeusz Rutowski (19 II 1918 - 30 III 1918) - komisarz rządowy

## II Rzeczpospolita
- Władysław Stesłowicz do 6 II 1919 - komisarz rządowy
- Józef Neumann (17 II 1919 – 31 VIII 1927)
- Jan Strzelecki 31 VIII 1927 - 27 IX 1928 - komisarz rządowy p.o. prezydenta miasta
- Otto Nadolski komisarz rządowy
- Jan Brzozowski-Haluch (5 VI 1930–1931)
- Wacław Drojanowski (27 XI 1931–1936)
- Stanisław Ostrowski (1936–1939)

Wiceprezydenci
- Wawrzyniec Kubala (1931-1935)[1]
- Zdzisław Stroński (15 III 1932 -)
- Roman Dunin
- Wiktor Chajes[2][3][4]
- Franciszek Irzyk
- Jan Weryński
- Michał Kolbuszowski[5]

## II wojna światowa
Okupacja sowiecka
- Fiodor Jeremenko - przewodniczący Tymczasowego Zarządu Miasta (od 27 września 1939), przewodniczący Prezydium Rady Miejskiej (10 grudnia 1939 - 30 czerwca 1941)[6]

Okupacja niemiecka
- Jurij Polanśkyj - przewodniczący Zarządu Miejskiego (30 czerwca 1941 - 10 września 1941), od 1 sierpnia 1941 Lwów został przekształcony w starostwo miejskie (niem. Stadthauptmannschaft) Generalnego Gubernatorstwa[7]
- Hans von Kujath - starosta miejski Lwowa (1 sierpnia 1941 - 23 stycznia 1942)
- Egon Höller - starosta miejski Lwowa (21 stycznia 1942 - 20 lipca 1944)

## Ukraińska SRR
Po wcieleniu Lwowa do ZSRR i przyłączeniu do terytorium USRR stanowisko prezydenta Lwowa, wybieralnego przez Radę Miejską zostało zlikwidowane. Miastem rządzili przewodniczący Prezydium Rady Miejskiej Lwowa (Голови міськвиконкому). 
- Pawło Bojko (1944–1945)
- Petro Taran (1945–1948)
- Wasyl Nikołajenko (1948–1951)
- Kostiatyn Bojko (1951–1956)
- Petro Owsianko (1956–1958)
- Spirydon Bondarczuk (1958–1959)
- Wasyl Nikołajenko (1959–1961)
- Roman Zawerbnyj (1961–1963)
- Apołłon Jagodzinski (1963–1971)
- Roman Musiejewski (1971–1975)
- Wjaczesław Sekretariuk (1975–1980)
- Wołodymyr Pechota (1980–1988)
- Bohdan Kotyk (1988–1991)

## Ukraina
Po powstaniu niepodległej Ukrainy do 1998 zachowany był zmodyfikowany system obowiązujący w czasach USRR (przewodniczący prezydium Rady Miejskiej, połączony z funkcją przewodniczącego Rady). Od 1998 wybierany w demokratycznych wyborach bezpośrednich mer Lwowa jest jednocześnie przewodniczącym Komitetu Wykonawczego Rady Miejskiej (tzw. miskwykonkomu) i przewodniczącym Rady Miasta Lwowa.
- Wasyl Szpicer (1991–1994)
- Wasyl Kujbida (czerwiec 1994 – kwiecień 2002) (od kwietnia 1998 mer Lwowa wybrany w wyborach bezpośrednich)
- Lubomyr Buniak (kwiecień 2002 – 25 września 2005)
- Zinowij Siryk (p.o. w związku ze zwolnieniem L. Buniaka, 27 września 2005 – 25 kwietnia 2006)
- Andrij Sadowy (od 25 kwietnia 2006)